# Andrew Hall Cutler
Andrew H. Cutler (1956-2017) fue un ingeniero químico conocido por su protocolo de quelación de mercurio, una terapia alternativa considerada pseudociencia. Trabajaba como consultor de salud en el área de Seattle. 
Obtuvo un doctorado en Ingeniería Química por la Universidad de Princeton y obtuvo una licenciatura en Física por la Universidad de California. Fue registrador de patentes e ingeniero químico registrado. 